# 木野下円
木野下 円（きのした まどか、1980年 - ）は、日本の女性イラストレーター。大阪府出身。digmeout FACTORYに所属。

## 略歴
1980年生まれ、関西在住、大きな瞳が印象的なキャラクターを描くアーティスト。2003年｢FM802 STREET ARTIST AUDITION｣に入選しデビュー。京阪グループ｢MOVING KYOBASHI!｣プロジェクトに抜擢され全長40メートルの大壁画を制作。雑誌関西ウォーカー10周年記念キャラクター制作、りそな銀行RESONARTキャッシュカードデザイン、プーマストア大阪OPEN記念ステッカーなど企業キャンペーンのキービジュアルとして数多く起用されている。
2009年、これまでのデジタル作品に加え、アクリルペイントのオリジナル作品に挑戦。ハローキティ35周年記念イベント｢Three Apples exhibition｣(LA)、｢YOUNG ART TAIPEI2010｣(台湾) ｢アートフェア京都2011｣などの国内外の展示会に多数参加中。

## 作品
CDジャケット
- FM802 HEAVY ROTATIONS J-HITS COMPLETE '92-'94
- デリカテッセン「Steppin'」

本
- digmeout 04（プチグラパブリッシング、2003年10月）
- Lmagazins No.344（京阪神エルマガジン、2004年5月1日）
- イラストレーション No.163（玄光社、2007年1月7日）
- Hello Kitty, Hello Art!（Harry N. Abrams、2012年10月1日）
- ILLUSTRATION 2013（ソーテック社、2013年5月22日）

ゲーム
- GuitarFreaks&DrumMania「ヘリコプター」、「BELIEVE IN LOVE」、「こたつとみかん」、「Luvly, Merry-Go-Round」、「ひとりぼっち」、「さくらんぼ」、「シャングリラ」のクリップを担当

その他
- 2003年、京阪電鉄京橋駅の40m巨大壁画を担当
- りそな銀行キャッシュカードイラスト
- 関西ウォーカー10周年記念キャラクター
- LA TAIMES / SANFRANSICO CRONICLE掲載広告「The Tokyo Experience」
- 京都女子大学オープンキャンパス オリジナルタンブラーデザイン
- FM802 × docomoのキャンペーン 2009年「ACCESS」ポスターデザイン
- グンゼ BODY WILDシリーズ 下着デザイン
- JR OSAKA MITSUKOSHI ISETAN × TEZUKA OSAMU BY GASBOOK JR大阪三越伊勢丹開業記念グッズデザイン
- 日本旅行 - 赤い風船 2012年/2013年 卒業旅行パンフレットデザイン
- 江崎グリコ「よくばりランニング~可愛いキャラクターと一緒にダイエット~」iPhone用アプリキャラクターデザイン
- 第３回大阪マラソン 参加者限定販売 チャリティTシャツデザイン

## 展示会
個展
- 木野下円 初個展「（O×M）ノ」（digmeout CAFE / 大阪、2003年）
- 木野下円「 初個展（あっ間違えた初じゃないや、二度目だ）展 」（digmeoutART&DINER / 大阪、2010年）
- 木野下円 個展「さっきの手本は一旦無視して下さい」（JR大阪三越伊勢丹 DMO ARTS、2011年）

企画展
- FUNKY 802 STREET ART EXHIBITION#8（旧SONY TOWER/大阪、2003年）
- Panasonic D-snap exhibition 12×12（digmeout CAFE / 大阪、2003年）
- NINTENDO DS x FM802 EXHIBITION - ART MEETS GAMES（digmeout CAFE / 大阪、2004年）
- 802 HEAVY ROTATIONS EXHIBITION（digmeout CAFE / 大阪、2004年）
- 愛がいっぱいパンダフル10DAYS! LOVE TO NIIGATA+LOVE TO SUMATORAパンダアート展チャリティ（JR京都南口アバンティ、2005年）
- Digital Beauty（Compound Gallery / Portland, USA、2005年）
- SUG 503 CUSTOM SHOW：UNKL & FRIENDS（Compound Gallery / Portland, USA、2006年）
- 日本臓器移植ネットワークpresents「ANGELS」（digmeoutART&DINER / 大阪、2006年）
- Supernal Group Show 「Angel」（Compound Gallery / Portland, USA、2006年）
- digmeout Rides again!（Compound Gallery / Portland, USA 、2007年）
- digmeout XMAS ART FAIR >>15000円で買えるアート（digmeoutART&DINER / 大阪、2007年）
- ハローキティ35周年記念イベント"three apples exhibition" （ROYAL/T / USA、2009年）
- YOUNG ARTISTS JAPAN Vol.2（東京交通会館12階、2009年）
- YOUNG ART TAIPEI 2010（台北、2010年）
- digmeout pray for JAPAN 震災チャリティ展（digmeoutART&DINER / 大阪、2011年）
- アートフェア京都2011（モントレホテル京都、2011年）
- SWEET STREETS 2011 Exhibition「現在の日本における 80 年代アメリカ文化の影響」（WWA Gallery / USA、2011年）
- MY LITTLE PONY Project 2012 Los Angeles（Toy Art Gallery / Los Angeles、2012年）
- MY LITTLE PONY Project 2012 New York（The Hester at The Eventi Hotel / New York、2012年）
- お相撲展 大阪場所2013（digmeoutART&DINER / 大阪、2013年）
- Paul Frank's Julius Toy Art Show（Toy Art Gallery / Los Angeles、2013年）